# Sumit Vats
 (juillet 2019).
Le contenu est difficilement compréhensible vu les erreurs de traduction, qui sont peut-être dues à l'utilisation d'un logiciel de traduction automatique.
 (juillet 2019).
Sumit Vats (né le 17 mars 1981) est un acteur indien. Il a joué le rôle principal de Rishi dans Hitler Didi sur Zee TV,,.

## Vie privée
Sumit a grandi à Delhi. Il a obtenu son diplôme du Bhagat Singh College de Delhi et son post-graduat en journalisme de Bharatiya Vidya Bhavan. Après sa dernière émission, Ajab Gajab Ghar Jamai a été diffusé le 13 février 2015 sur la grande magie[incompréhensible]. Sumit a disparu de l'industrie de la télévision et ses intérêts l'ont poussé vers la philosophie et la spiritualité indiennes. Sumit devint très philosophique et spirituel, tout comme il était enclin à la littérature. Il a acquis une énorme popularité en jouant le personnage de Rishi Kumar dans le feuilleton quotidien de Zee TV, Hitler Didi. Il a montré ses talents d'acteur et de romance dans la série. Il aurait eu beaucoup de succès s'il l'avait voulu, mais Sumit a choisi de rester à l'écart du glamour et de la célébrité momentanés de l'industrie du film et de la télévision. Sumit semblait développer une profonde inclination pour la philosophie d'Osho Rajneesh et de Gautama Buddha. Son dernier travail d'acteur peut être vu dans le film de Bollywood Ramratan, sorti le 6 octobre 2017, dans lequel il joue le rôle de Happy Singh.

## Carrière
Sumit a fait sa carrière avec le rôle de Dwarak dans Kashi - Ab Na Rahe Tera Kagaz Kora sur Imagine TV. Il a également joué dans 24/12 Karol Bagh en tant que Raman sur Zee TV, Surya the Super Cop en tant qu’investigateur officier Chirag sur Sony TV et Mukti Bandhan sur Colors TV en tant que Jimmy, et Chintoo Chautala dans le spectacle de Big Magic Ajab Gajab Ghar Jamai,. Son feuilleton quotidien Hitler Didi (Sœur Hitler) a été diffusé sur Zee TV du 7 novembre 2011 au 2 août 2013 et a été doublé en arabe, en français et en anglais. Vats joue le rôle de « Happy Singh » dans le film de Bollywood Ramratan, sorti le 6 octobre 2017.

## Télévision
| Année     | Spectacle                          | Rôle                      | Canal        |
| --------- | ---------------------------------- | ------------------------- | ------------ |
| 2010      | Kashi - Ab Na Rahe Tera Kagaz Kora | Nain                      | Imagine TV   |
| 2009-2010 | 12/24 Karol Bagh                   | Camée                     | Zee TV       |
| 2011      | Surya le super flic                | Chirag                    | Sony TV      |
| 2011      | Mukti Bandhan                      | Jimmy Jockey              | Couleurs TV  |
| 2011-2013 | Hitler Didi                        | Rishi Kumar / Ricky Diwan | Zee TV       |
| 2014-2015 | Ajab Gajab Ghar Jamai              | Chintoo Chautala          | Grande magie |